# 阿部ここは
阿部 ここは（あべ ここは、2005年8月27日 - ）は、日本のファッションモデル。埼玉県出身。チャーム所属。

## 略歴
2015年12月22日、小学校4年生の際に、石井香帆・庄司凜花・高田凛・林芽亜里・山内寧々と共に『第4回ニコ☆プチモデルオーディション』にてグランプリを受賞。2016年2月号より同誌専属モデルとしてデビューを果たした。『プチ☆コレ8』のオープニングムービー「ニコ☆プチ戦隊オシャレンジャー」のメンバー、動画配信番組『㋲っと！ニコ☆プチTV』制作会見に出席、2018年グアムロケに田中杏奈、藤村木音と共に選抜される等として活躍する。
阿部は、ニコ☆プチ紙面内外で林芽亜里との「めあここ」コンビで登場することも多かった。「めあここ」コンビで、プチコレ初の海外進出である「プチ☆コレ上海」、ニコ☆プチ、文化服装学院、WORLDのコラボレーションイベントである「よみうりランド キッズプレミアムファッションショー」に出演した。
Lindsayのイメージモデル、バイラビットのイメージモデル、京都丸紅のカタログモデル、読売KODOMO新聞でファッションコーディネイトのモデルを務めるなどキッズモデルとして幅広く活動した。
2019年4月28日、東京有明・TFTホールにて開催された『プチ☆コレ9』をもって、『ニコ☆プチ』（新潮社）専属モデルを卒業した。同イベントでは、オープニングムービー「オシャレ甲子園」で着たユニフォーム姿で登壇し、開会宣言を行った。
2019年6月1日、中学校2年生の際に、プチ㋲時代からの同期である林芽亜里と共に『nicola』（新潮社）同年7月号より同誌専属モデルとしてデビューを果たした。
2020年2月29日、同じく中学校2年生の際に、『nicola』4月号にて林芽亜里、深尾あむ、野崎奈菜とともに初表紙(前列中央)を飾った。
2020年7月1日、中学校3年生の際に、『nicola』7&8月合併号にて林芽亜里と2度目の表紙(右)を飾った。
2020年12月1日、同じく中学校3年生の際に、『nicola』2021年1月号にて野崎奈菜と3度目の表紙(右)を飾った。
2021年4月1日、nicola生徒会4代目生徒会長に就任、『nicola』5月号にて林芽亜里と4度目の表紙(右)を飾った。またPINK-latteの7代目イメージモデルに就任した。
2021年6月1日、高校1年生の際に、『nicola』7月号にて広瀬まのか、関谷瑠紀とともに5度目の表紙(左)を飾った。
2021年8月1日、同じく高校1年生の際に、『nicola』9月号にてnicola史上初の卒業以外での学年全員での表紙(中央)を果たした。林芽亜里、湊胡遥、北川花音、深尾あむ、広瀬まのか、野崎奈菜、平澤遙、池未来実と05lineとして飾った。
2021年10月1日、同じく高校1年生の際に、『nicola』11月号にて初のピン表紙を飾った。
2022年3月1日、『nicola』4月号にて『nicola』専属モデルを卒業。
2022年7月26日、東京・豊洲PITにて開催された雑誌『Popteen』のイベント『Popteen真夏のリアコ祭』に出演し、サプライズとして新たな新専属モデルに就任。来月号より新専属モデルとして活動することとなった。
2022年8月1日、本日発売のPopteen9月号よりPopteen専属モデルとして活動を開始。デビュー号で通常版の表紙(左)を古田愛理、福山絢水、星乃夢奈とともに飾った。

## 人物
- 家族でお台場を訪れた際にスカウトを受けたことがきっかけで、CHARM GROUPへ所属する[24]。
- 「プチ☆コレ6」が初めてのランウェイである。リハーサル前日に受けた健ちゃん先生の指導、プチモ仲間のアドバイスもあり、本番は緊張するも楽しくウォーキングすることができた[25][26]。
- ニコ☆プチ時代は「小悪魔ココハ」を名乗っていた[27]。モデル仲間からは、話を盛り上げ、雰囲気を明るくするムードメーカーと評価されていた[6]。
- 「よみうりランド キッズプレミアムファッションショー」では、太陽の出る朝から月の出る夜まで遊べる遊園地のイメージから、阿部は太陽、林芽亜里は月をモチーフとしたドレスで登場した[11]。
- Popteen専属モデルになり、ニックネームが「ここちゃ」、ファンネームが「あべんじゃーず」になった。

## 出演

### ネット番組
- ㋲っと！ニコ☆プチTV（2018年12月 - 2019年3月、TSUTAYA TV）[5][6][7]

### 広告
- ナルミヤ・インターナショナル リンジィ（2018年） - イメージモデル[13][14]
- 江崎グリコ パナップ（2019年7月23日）期間限定ショップ「パパパパパナップパフェショップ」オープニングイベント[28]
- ワールド ピンクラテ（2021年） - イメージモデル[29][30]

### イベント
- プチ☆コレ上海（2017年10月8日、9日）[10]
- よみうりランド キッズプレミアムファッションショー（2018年9月22日、よみうりランド遊園地　オーロラスペース）[11][12]

## 書籍

### 雑誌
- ニコ☆プチ（2016年2月号 - 2019年6月号、新潮社）- 専属モデル[21][3][27]
- nicola（2019年7月号 - 2022年4月号、新潮社）- 専属モデル[21][31]
- Popteen（2022年9月号 - 、角川春樹事務所）- 専属モデル